# Liste der Monuments historiques in Grande-Synthe
Die Liste der Monuments historiques in Grande-Synthe führt die Monuments historiques in der französischen Gemeinde Grande-Synthe auf.

## Liste der Objekte
| Bezeichnung                 | Beschreibung            | Standort                 | Kennzeichnung | Schutzstatus | Datum | Bild |
| --------------------------- | ----------------------- | ------------------------ | ------------- | ------------ | ----- | ---- |
| Reliquienkreuz              | Kupfer, 15. Jahrhundert | in der Kirche St-Jacques | PM59000607    | Classé       | 1944  |      |
| Skulptur Jakobus der Ältere | Holz, 18. Jahrhundert   | in der Kirche St-Jacques | PM59002978    | Inscrit      | 1976  |      |